# سعدانة
السَّعْدان أو النورادة أو الثَّوْكَمة (الاسم العلمي:Neurada) هي جنس من النباتات يتبع الفصيلة النورادية من رتبة الخبازيات.

## أنواع السعدان
- سعدانة عيسوية
- سعدانة مفترشة